# Pleopeltis alborufula
Pleopeltis alborufula là một loài dương xỉ trong họ Polypodiaceae. Loài này được Salino mô tả khoa học đầu tiên năm 2009.
Danh pháp khoa học của loài này chưa được làm sáng tỏ. 